# Андрыхув
Андрыхув (пол. Andrychów)  —  город  в Польше, входит в Малопольское воеводство,  Вадовицкий повят.  Имеет статус городско-сельской гмины. Занимает площадь 10,28 км². Население — 22 257 человек (на 2006 год).